# Abelia
Abelia /əˈbiːliə/ là một chi thực vật trong họ Caprifoliaceae. Khi hiểu rộng nhất, nó bao gồm cả Diabelia, Vesalea và Zabelia.
Năm 2013, trên cơ sở chứng cứ phát sinh chủng loài phân tử cho thấy nhánh Linnaea là đơn ngành nên Maarten Christenhusz đề xuất mở rộng chi Linnaea để bao gồm tất cả các loài thuộc các chi Diabelia, Dipelta, Kolkwitzia, Vesalea và Abelia (trừ tổ Zabelia). Đề xuất này được một số nguồn thứ cấp chấp nhận, như Plants of the World Online (POWO). Tuy nhiên, điều này bị phần lớn các tài liệu khoa học và thực vật chí sau đó từ chối và các tài liệu này vẫn duy trì các chi truyền thống, trên cơ sở các khác biệt về hình thái, sinh địa lý học và duy trì sự ổn định danh pháp.

## Mô tả
Cây bụi, lá sớm rụng hoặc bán thường xanh. Chồi mùa đông lộ ra, hình trứng-tròn, nhỏ, với vài cặp vảy. Lá mọc đối, hiếm khi vòng 3 hoặc 4, cuống lá ngắn với một đường liên cuống lá, không lá kèm. Mép lá nguyên đến có khía tai bèo hoặc khía răng cưa. Hoa ở nách lá, là chùy hoa, xim đơn hoặc đôi (hoa nở kế tiếp); các hoa đôi với 6 lá bắc (Abelia chinensis), hoa đơn có 4 lá bắc (A. uniflora và A. forrestii) ở gốc bầu nhụy; các lá bắc nhỏ và không đồng phát triển. Lá đài 2-5, tỏa rộng, thuôn dài hẹp, hình elip, bền. Tràng hoa 5 thùy, hình phễu hoặc hai môi, màu trắng, vàng, hồng hoặc đỏ. Ống tràng hoa lồi mặt bụng ở gốc chứa một tuyến mật hoa gồm các lông tuyến dày đặc. Nhị gồm 2 cặp so le, hợp sinh với ống tràng, không thò hoặc thò ra; bao phấn hướng trong. Bầu nhụy thuôn dài hẹp, 3 ngăn, 2 ngăn với 2 loạt noãn vô sinh, 1 ngăn có một noãn hữu sinh đơn lẻ; vòi nhụy hình chỉ; đầu nhụy hình đầu, màu trắng và có nhú. Quả là quả bế thuôn dài, giống da, chỏm với các lá đài bền. Hạt tựa hình trụ thuôn tròn, vỏ bọc có màng; nội nhũ nhiều thịt.

### Tổ hợp loàiA. uniflora
Cây bụi lá sớm rụng, cao đến 4 m. Các cành có lông tơ, đôi khi nhẵn nhụi. Lá có độ biến động cao về hình dáng và kích thước, hình trứng, hình tròn, hoặc hình mũi mác, kích thước 1-8 × 0,5-3,5 cm, xa trục rậm lông tơ trắng ở gốc của gân giữa và các gân bên, gần trục lông tơ thưa thớt, đáy hình nêm, mép lá gần nguyên hoặc có răng cưa nhỏ, đỉnh tù đến nhọn. Hoa đơn mọc ở nách lá, đôi khi hơi hình chùy. Đài hoa gồm 2 lá đài thuôn dài đến hình elip, 10–15 mm, khoảng 1/3 chiều dài ống tràng. Tràng hoa màu trắng đến hồng tía, hai môi, 25–50 mm, lồi ở gốc ống tràng, 5 thùy, bên ngoài có lông tơ, bên trong lông nhung trên môi; môi trên 2 thùy; môi dưới 3 thùy, có râu và với các vết màu hình mắt lưới màu da cam. Nhị 4, gồm 2 cặp nhị so le; chỉ nhị hợp sinh một phần với ống tràng. Bầu nhụy có lông tơ, với 4 lá bắc hình trứng đến hình mũi mác ở gốc; vòi nhụy dài tương đương chiều dài ống tràng; đầu nhụy hình đầu. Quả bế 6–15 mm, có lông tơ, chỏm với 2 lá đài bền và hơi phình to. Ra hoa tháng 4-6, tạo quả tháng 8-10.

## Danh sách loài
Khi hiểu theo nghĩa hẹp, chi này bao gồm gồm khoảng 3-6 loài tự nhiên vài loài lai ghép.
- Abelia chinensis: Có tại Trung Quốc (Phúc Kiến, Quảng Đông, Quảng Tây, Quý Châu, Hồ Bắc, Hồ Nam, Giang Tây, Tứ Xuyên, Vân Nam, Chiết Giang, Hà Nam?, Giang Tô?), Đài Loan, miền bắc Việt Nam; thường được gieo trồng tại Trung Quốc và Nhật Bản, đôi khi tại châu Âu và Bắc Mỹ. Tên tiếng Việt: lục đạo mộc Trung Quốc, trà điều thụ. Tên tiếng Trung: 糯米条 (nhu mễ điều).
- Abelia forrestii: Có tại trung nam Trung Quốc (tây nam Tứ Xuyên, tây bắc Vân Nam). Tên tiếng Trung: 细瘦六道木 (tế sấu lục đạo mộc).
- Tổ hợp loài Abelia uniflora: Christenhusz tạm thời xếp thành 1 loài là Linnaea uniflora,[6] nhưng POWO công nhận 4 loài trong chi Linnaea với danh pháp như dưới đây.
  - Abelia engleriana = Linnaea engleriana:[12] Thực vật chí Trung Hoa (Flora of China) gộp loài này trong A. macrotera.[13] Tên tiếng Trung: 梗花 (ngạnh hoa).
  - Abelia macrotera = Linnaea macrotera:[14] Có tại Trung Quốc (Quảng Tây, Quý Châu, Hà Nam, Hồ Bắc, Hồ Nam, Thiểm Tây, Tứ Xuyên, Vân Nam). Tên tiếng Trung: 二翅六道木 (nhị sí lục đạo mộc).
  - Abelia parvifolia = Linnaea parvifolia:[15] Thực vật chí Trung Hoa (Flora of China) gộp loài này trong A. uniflora.[16] Tên tiếng Trung: 小叶六道木 (tiểu diệp lục đạo mộc).
  - Abelia uniflora = Linnaea uniflora:[17] Có tại Trung Quốc (Phúc Kiến, Cam Túc, Quảng Tây, Quý Châu, Hà Nam, Hồ Bắc, Hồ Nam, Thiểm Tây, Tứ Xuyên, Vân Nam); thường được gieo trồng. Tên tiếng Trung: 蓪梗花 (thông ngạnh hoa).

### Lai ghép
- Abelia × grandiflora (Rovelli ex André) Rehder, 1900 = A. uniflora × A. chinensis

### Loài trước đây và đồng nghĩa
Các loài và đồng nghĩa của loài từng được xếp vào chi Abelia nhưng hiện nay đã được chuyển sang chi khác bao gồm:
- Abelia adenotricha = Lonicera elisae
- Abelia angustifolia = Zabelia angustifolia
- Abelia anhweiensis = Zabelia dielsii
- Abelia biflora = Zabelia biflora
- Abelia brachystemon = Zabelia brachystemon
- Abelia buchwaldii = Diabelia serrata f. buchwaldii
- Abelia buddleioides = Zabelia buddleioides
- Abelia coreana = Zabelia dielsii
- Abelia coriacea = Vesalea coriacea
- Abelia corymbosa = Zabelia corymbosa
- Abelia curviflora = Diabelia sanguinea
- Abelia davidii = Zabelia biflora
- Abelia dielsii = Zabelia dielsii
- Abelia floribunda = Vesalea floribunda
- Abelia grandifolia = Vesalea grandifolia
- Abelia gymnocarpa = Diabelia serrata f. gymnocarpa
- Abelia hersii = Zabelia dielsii
- Abelia hirsuta = Vesalea floribunda var. floribunda
- Abelia insularis = Zabelia biflora
- Abelia integrifolia = Zabelia integrifolia
- Abelia ionostachya = Diabelia ionostachya
- Abelia mexicana = Vesalea mexicana
- Abelia mosanensis = Zabelia tyaihyoni
- Abelia occidentalis = Vesalea occidentalis
- Abelia onkocarpa = Zabelia onkocarpa
- Abelia sanguinea = Diabelia sanguinea
- Abelia serrata = Diabelia serrata
- Abelia shikokiana = Zabelia biflora
- Abelia spathulata = Diabelia spathulata
- Abelia speciosa = Vesalea floribunda var. floribunda
- Abelia splendens = Lonicera fragrantissima subsp. fragrantissima
- Abelia tetrasepala = Diabelia ionostachya var. tetrasepala
- Abelia tomentosa = Diabelia serrata f. tomentosa
- Abelia tyaihyonii = Zabelia tyaihyonii
- Abelia umbellata = Zabelia umbellata
- Abelia zanderi = Zabelia dielsii